# WebGame
Webgame je on-line strategická počítačová hra odehrávající se v blízké budoucnosti. Byla spuštěna 19.11.2001 jako jedna z prvních českých webových her a od té doby ji hrály tisíce hráčů z České republiky i ze Slovenska. Ve hře už bylo založeno 430 000 uživatelských účtů (červen 2014).

## Charakteristika hry
Hra se odehrává v blízké budoucnosti. Každý hráč vládne ve svojí zemi, kterou na začátku hry založí.
Na této hře je nejdůležitější, že se jí účastní tisíce hráčů. Je důležité navazovat spolupráci, vstupovat do aliancí zemí. Často vznikají války o území a suroviny v kterých se používá armáda, rakety i rozvědka. Důležitá je také ekonomika, často se země specializuje jen na výrobu nějakých surovin nebo technologií, které prodává na světovém trhu dalším hráčům.
Hospodářství, spokojenost, vojenskou sílu a mnoho dalších parametrů ovlivňuje vláda a další vlastnosti státu hráče. Země se mohou sdružovat do aliancí a vzájemně mezi sebou válčí o území, budovy, technologie, peníze a jídlo. Všechny aktivity ve hře se odehrávají prostřednictvím kol. Kola představují časový úsek uběhlý v tomto virtuálním světě. Kol může mít každý hráč v zásobě celkem 340 (to se může měnit podle nastavení věku). Kola se dají využít ke stavbě budov, útoku na jinou zem nebo dotování určité části ekonomiky. Navíc je každé kolo vyprodukováno určité množství vojenské techniky, vojáků, technologií, peněz, jídla a energie.
Hra je rozdělena na věky. Každý věk trvá 6 týdnu a po jeho skončení následuje malá pauza - krátká mezihra a další věk, ve kterém jsou do hry obvykle zavedeny novinky a někdy upravena pravidla. Ve věku vítězí země, která má největší prestiž. Prestiž je určena vším, co daná země vlastní a čeho dosáhla. Za umístění na konci věku dostávají hráči body do historického žebříčku hráčů.

## Vlády
Všechny země začínají v anarchii a mají možnost vyvolat bez postihu první revoluci. Při každé další revoluci v zemi dojde ke zničení části budov, armády, technologií atd. Na výběr je deset různých typů vlád - anarchie, demokracie, republika, technokracie, komunismus, diktatura, fundamentalismus, feudalismus a speciální utopie nebo robokracie. Pro revoluci na utopii a robokracii musejí být nejdříve splněny zvláštní podmínky.

### Seznam vlád
- Diktatura

Forma vlády charakterizovaná přímým používáním ozbrojené síly k udržení moci jedince nebo úzké skupiny.

Cenzura, propaganda, tajná policie a nacionalistické smýšlení je nedocenitelné pro agresivní výboje, ale zpomaluje růst ekonomiky. Každopádně jsou diktatury vojenskou oporou aliancí a jsou nejlepší v dobývání rozlehlých území.
- Fundamentalismus

Církev a duchovenstvo má v rukou duchovní i světskou moc.

Z dostatečně fanatického obyvatelstva jsou početné zástupy obětavých vojáků a agentů-teroristů. Technologický pokrok ale vázne a s ním i další produkce.
- Komunismus

Je založen na společném vlastnictví výrobních prostředků a na centrálním plánování. Pod zástěrkou socialismu se zvrhává v totalitní vládu jedné strany.

Je zaměřen hlavně na těžký průmysl, tedy produkci vojenské techniky a energie. Jeho nevýhodou je nízká spokojenost a produkce peněz. O spokojenost obyvatelstva se příliš starat nemusíte - obyvatelé jsou ve vaší moci. Komunistické země mají nejrozsáhlejší špionážní sítě. Díky centrálnímu plánování dochází k některým negativním jevům na trhu, proto jsou příjmy z daní nižší než v tržním prostředí.
- Republika

Forma vlády, ve které působí na určité období volené orgány státní moci. Předpokládá formální rovnost občanů. Oproti demokracii stále nezajišťuje konání vůle lidu a nechává prostor pro korupci a jednání proti zájmu občanů.

Díky vyspělé ekonomice má republika velkou produkci továren a příjem peněz z daní. Ve válčení je slabší.
- Demokracie

Forma vlády vyznačující se velkou svobodou občanů a možností přímého ovlivňování všech státních záležitostí lidem. Ve své čisté formě zatím v dnešním světě neexistuje. Občané musí správně rozhodovat a proto je jejím největším úskalím potřeba dostatečně vzdělaného obyvatelstva, které má vhled do problematiky a nenechá se ovlivňovat.

Velkou výhodou demokracie je vysoký efekt technologií a spokojené obyvatelstvo, což využijí hlavně rozvinuté země.
- Technokracie

Vláda odborníků a specialistů řízení. Staví duševní práci nad fyzickou. Považována pravděpodobně neprávem za nejlepší východisko pro budoucnost.

Má velmi vysokou produkci technologií a zvýšený jejich efekt. Také má nižší cenu pokroků. Pokulhává ale spokojenost lidí, síla vojáků i útočná síla celé armády.
- Feudalismus

Svoboda pohybu nevolníků je omezená. Moc šlechty (nebo mafie), které panovník přidělil část území i s obyvateli, je takřka neomezená.

Pracovní nasazení je poměrně vysoké, pokud mohou lidé tvořit to co umí (tím země produkuje od všeho trochu) - není dobrý ve specializaci na jedno odvětví, což může být příčinou nízké efektivity produkce. Pro slabé země je nedocenitelné to, že není oblíbeným cílem útoků, protože se na lokální úrovni organizuje odpor proti okupaci, který znemožňuje rychle obsazovat vaše území.
- Utopie

Ideální společnost se společným vlastnictvím, kde všichni pracují dobrovolně a produkty jsou rozděleny podle potřeby každého. Vyžaduje naprostou oddanost společnosti, nezištnost a poctivost.

Vysoké pracovní nasazení a žádná korupce znamenají velkou produkci všech druhů zboží. Lidé jsou šťastní a nenechávají se zatáhnout do válek. Naprosto odmítají výrobu nukleárních a biocidních raket. Lidé jsou na Utopii připraveni až po dlouhé době a to tím rychleji, čím spokojenější jsou.
- Robokracie

Roboti, které vyrobil člověk, se stanou tak rozšíření a dokonalí, že člověka přestanou potřebovat.

Vysoká produkce továren, elektráren a laboratoří. Roboti nejedí jídlo, ale spotřebovávají obrovské množství energie. Vojensky je velice silná, ničivé vlny mechů a bezpilotních letadel jsou obávané. Robokracie lze většinou dosáhnout ještě později než Utopie, závisí na technologické vyspělosti a podílu androidů v populaci. Předpokladem je, že společnost tvoří alespoň z poloviny umělí lidé- androidi.
- Anarchie

Ničím neomezená svoboda jednotlivce, odmítá jakoukoliv státní moc a autoritu.

Každá země začíná hru Webgame jako anarchie. Svobodní lidé rádi kolonizují okolní zemi na vlastní pěst, ale hlavní nevýhoda je, že bez jednotného vedení nelze zorganizovat žádný vojenský útok. Ovšem bezvládí většinou záhy končí, když moc uchvátí jedna skupina - záleží na vás, jakým směrem se vydáte.

## Aliance
Jedna aliance může mít maximálně 10 členů a zakládající hráč je jejím předsedou. Předseda vyhlašuje války, uzavírá pakty a dohody o neútočení s jinými aliancemi nebo přijímá a vyhazuje země z aliance. Předseda může jmenovat dva své zástupce, kteří mu s vedením aliance pomáhají.

## Budovy
Pro stavbu budov je potřeba území. To lze získat buď kolonizováním, nebo dobýváním jiných zemí. Budovy produkují vše, co vaše země potřebuje. Počet budov, které za jedno kolo můžete postavit, je ovlivněn technologiemi, počtem stavebních firem a přítomností generála stavitele.

## Technologie
Technologie je možno získat buď výrobou v laboratořích nebo pomocí útoků a rozvědky od nepřátel. Čím více jich země má, tím více zlepšují její produkci, vojenskou sílu, sílu rozvědky atd. Jsou rozděleny na vojenské a hospodářské technologie. Dohromady je 12 druhů technologií, z toho 6 druhů hospodářských a 6 druhů vojenských. Hospodářské technologije jsou Rychlost stavby, Obchod, Hustota zalidnění, Zemědělství, Automatizace továren a Energetika. Mezi vojenské se řadí Síla zbraní, Cena na domácím trhu, Vývoj raket, Protiraketová obrana, Síla rozvědky a Výzkum vesmíru. Technologie jsou také potřeba pro dosahování různých pokroků.

## Válčení
Válčení je ve Webgame nejčastější způsob jak získat území. Existuje několik druhů jednotek a útoků. Strategické útoky jsou určeny k oslabení nepřátelská obrany a normální útoky pak slouží k zabrání území, peněz, jídla a technologií. Pokud máte spojence, pomáhají vám jak v útoku, tak i v obraně, ale pouze u normálních útoků.

### Vojenské jednotky
Jednotek je ve hře celkem 5 druhů.
- Voják

Vojáci se cvičí v kasárnách. Jsou stejně silní v obraně i útoku. Mohou provádět dva druhy taktických útoku: Vniknutí do bunkrů a Partyzánský útok.
- Tank

Tanky jsou produkovány v továrnách. Jsou silnější v útoku než v obraně. Mohou provádět taktický útok Zaútočit na týl.
- Stíhačka

Stíhačky jsou produkovány v továrnách. Jsou určeny pouze pro útok. Mohou provádět taktické útoky: Bombardovat města a Taktický nálet.
- Bunkr

Bunkry jsou produkovány v továrnách. Jsou určeny pouze pro obranu.
- Mech

Mechy jsou produkovány v továrnách, ale až po dosažení pokroku produkce mechů. Jsou silnější v obraně než v útoku. Mohou provádět taktický útok Noční tažení.

### Typy útoků

#### Normální
- Dobyvačný

Zabere část nepřátelského území a zboží. Na zabraném území zůstane část budov.
- Loupeživý

Zabere část nepřátelského území a zboží, ale zisk zboží je větší a území menší než u dobyvačného útoku. Na zabraném území zůstane část budov.
- Vyhlazovací

Zničí část nepřátelských budov a zboží. Zabijí obyvatele.

#### Taktické
- Partyzánský útok

Taktický útok, který provádějí vojáci a brání se proti němu 2/3 vojáků a agenti. Snižuje připravenost nepřátelské armády, ničí energii a zabíjí agenty a vojáky.
- Vniknutí do bunkrů

Taktický útok, který provádějí vojáci a brání se proti němu vojáci. Ničí nepřátelské bunkry.
- Zaútočit na týl

Taktický útok, který provádějí tanky a brání se proti němu tanky. Razantně snižuje připravenost nepřátelské armády..
- Bombardovat města

Taktický útok, který provádějí stíhačky a brání se proti němu stíhačky a bunkry. Ničí nepřátelské budovy, snižuje spokojenost a zabíjí obyvatele.
- Taktický nálet

Taktický útok, který provádějí stíhačky a brání se proti němu stíhačky a bunkry. Ničí nepřátelské vojenské základny (až 10%) a snižuje spokojenost, ale méně než bombardování měst.
- Noční tažení

Taktický útok, který provádějí mechy a brání se proti němu mechy. Ničí část nepřátelských jednotek a vojenských základen.

### Rakety
Rakety slouží k oslabení nepřítele před útokem nebo k jeho likvidaci.
- Konvenční raketa

Snižuje nepřátelskou připravenost a ničí vojenské základny.
- Nukleární raketa

Ničí část nepřátelského území a jednotek. Zabíjí obyvatele a snižuje spokojenost.
- Biocidní raketa

Zabíjí nepřátelské vojáky, agenty a obyvatele. Prudce snižuje spokojenost.
- EMP raketa

Ničí nepřátelské elektrárny, energii, technologie a mechy.

### Rozvědka
Síla vaší rozvědky záleží na velikosti území, počtu agentů, na úrovni generála Špiona, spokojenosti a na efektu technologie Síla rozvědky. Agenti se necvičí v žádné budově, ale nakupují se na domácím trhu. Lze je také získat po dosažení 8. hodnosti ve válkách. Rozvědka slouží k zjišťování informací o nepřátelské armádě, likvidaci jednotek nebo zboží a ke kradení zboží.

## Válka
Efekt válek
0 - 12h : Právě vyhlášená válka: Vyšší zisky a zkušenosti
12h a více : VÁLKA: Mnohem vyšší zisky a zkušenosti
Rušení válek
0 - 1h : Jde vzít beztrestně zpátky, pokud se během ní neútočilo
1 - 24h : NELZE zrušit
24h a více : Lze zrušit z naší strany
72 hodin a více : Může ji zrušit i druhá strana

## Placené výhody
Pokud má hráč zájem, může poslat příspěvek na rozvoj Webgame a získat určité výhody. Pokud pošle 25,-Kč nebo 200,-Kč muže se stát Silver hráčem na 1 nebo 10 věků. Získá tak mnoho výhod, které zlepšují odehru. Pokud pošle 60,-Kč nebo 500,-Kč muže se stát Gold hráčem na 1 nebo 10 věků. Získá tak všechny výhody jaké má Silver hráč + bude si moci založit druhou zemi a mimo jiné se mu nebudou zobrazovat reklamy a taky bude mít speciální filtr na hledání zemí a aliancí v žebříčku.